# Haus am Horn
La Haus am Horn è un prototipo di abitazione costruito per la mostra del Bauhaus a Weimar nel 1923.
È stata progettata da Georg Muche, pittore e insegnante al Bauhaus. Altri insegnanti, come Adolf Meyer e Walter Gropius, hanno fornito assistenza per gli aspetti tecnici della progettazione della casa. 
Gropius affermava che l'obiettivo della costruzione della casa era il massimo comfort con la massima economia grazie all'applicazione della migliore artigianalità e la migliore distribuzione degli spazi come forma, dimensione e articolazione. La costruzione della casa è stata finanziata da Sommerfeld, un commerciante di legname di Berlino, che era stato un cliente di Gropius anni prima. 

La casa è stata costruita lontano dalla sezione principale del Bauhaus, su un terreno che veniva usato come un orto per la scuola. Il sito è vicino al Parco an der Ilm a Weimar, in una strada residenziale.